# Gimnastică la Jocurile Olimpice de vară din 1896 - Inele
Proba masculină de gimnastică inele de la Jocurile Olimpice de vară din 1896 a avut loc pe 9 aprilie 1896. Au concurat 8 sportivi din trei națiuni. Grecii au cucerit medaliile de aur și de bronz, în timp ce Hermann Weingärtner a câștigat argintul pentru Germania. Locurile 1-3 și 5 sunt cunoscute, dar locul 4 nu este cunoscut - oricare dintre cei patru sportivi ale căror locuri nu sunt cunoscute ar fi putut ocupa poziția a patra.

## Context
Aceasta a fost prima apariție a probei, care este una dintre cele cinci probe pe aparate care au avut loc de fiecare dată când au existat probe pe aparate la Jocurile Olimpice de vară (nu au fost organizate probe pe aparate în 1900, 1908, 1912 sau 1920). Concurenții au fost: 5 germani, 2 greci și, posibil, un maghiar.

## Formatul competiției
Arbitrii au acordau premiile, dar se știu puține lucruri despre punctaj și clasamente. Fiecare gimnast a avut la dispoziție 2 minute pentru a efectua exercițiul.

## Program
Proba de inele a avut loc în după-amiaza celei de-a patra zile de probe, după probele de 800 de metri, bare paralele pe echipe, bară orizontală pe echipe, sărituri și cal cu mânere.
| Dată                | Dată                | Oră         | Etapă  |
| Gregorian           | Iulian              | Oră         | Etapă  |
| ------------------- | ------------------- | ----------- | ------ |
| Joi, 9 aprilie 1896 | Joi, 28 martie 1896 | După amiază | Finală |

## Rezultate
Trei arbitri l-au clasat pe primul loc pe Mitropoulos, în timp ce alți trei arbitri l-au clasat pe primul loc pe Weingärtner. Prințul George a făcut departajarea în favoarea lui Mitropoulos.
| Loc    | Sportiv             | Țară     |
| ------ | ------------------- | -------- |
| 1      | Ioannis Mitropoulos | Grecia   |
| 2      | Hermann Weingärtner | Germania |
| 3      | Petros Persakis     | Grecia   |
| 5      | Carl Schuhmann      | Germania |
| 4, 6–8 | Konrad Böcker       | Germania |
| 4, 6–8 | Alfred Flatow       | Germania |
| 4, 6–8 | Gustav Flatow       | Germania |
| 4, 6–8 | Desiderius Wein     | Ungaria  |